# 520
Năm 520 là một năm trong lịch Julius.